# العلاقات الأوزبكستانية النيجرية
العلاقات الأوزبكستانية النيجرية هي العلاقات الثنائية التي تجمع بين أوزبكستان والنيجر.

## مقارنة بين البلدين
هذه مقارنة عامة ومرجعية للدولتين:
| وجه المقارنة                                              | أوزبكستان       | النيجر          |
| --------------------------------------------------------- | --------------- | --------------- |
| المساحة (كم2)                                             | 448.98 ألف      | 1.27 مليون      |
| عدد السكان (نسمة)                                         | 32.39 مليون     | 21.48 مليون     |
| الكثافة السكانية (ن./كم²)                                 | 72.14           | 16.91           |
| العاصمة                                                   | طشقند           | نيامي           |
| اللغة الرسمية                                             | اللغة الأوزبكية | لغة فرنسية      |
| العملة                                                    | سوم أوزبكستاني  | فرنك غرب أفريقي |
| الناتج المحلي الإجمالي (بليون دولار)                      | 48.72 مليار     | 8.12 مليار      |
| الناتج المحلي الإجمالي (تعادل القوة الشرائية) بليون دولار | 190.50 مليار    | 19.01 مليار     |
| الناتج المحلي الإجمالي الاسمي للفرد دولار أمريكي          | 2.13 ألف        | 358             |
| الناتج المحلي الإجمالي للفرد دولار أمريكي                 | 5.57 ألف        | 938             |
| مؤشر التنمية البشرية                                      | 0.675           | 0.348           |
| رمز المكالمات الدولي                                      | +998            | +227            |
| رمز الإنترنت                                              | .uz             | .ne             |
| المنطقة الزمنية                                           | ت ع م+05:00     | ت ع م+01:00     |

## منظمات دولية مشتركة
يشترك البلدان في عضوية مجموعة من المنظمات الدولية، منها:
| علم المنظمة | اسم المنظمة                               | تاريخ انضمام أوزبكستان | تاريخ انضمام النيجر |
| ----------- | ----------------------------------------- | ---------------------- | ------------------- |
|             | وكالة ضمان الاستثمار متعدد الأطراف        | 4 نوفمبر 1993          | 10 مايو 2012        |
|             | منظمة التعاون الإسلامي                    | ?                      | ?                   |
|             | منظمة الشرطة الجنائية الدولية             | ?                      | ?                   |
|             | منظمة حظر الأسلحة الكيميائية              | ?                      | ?                   |
|             | الفريق المعني برصد الأرض                  | ?                      | ?                   |
|             | الأمم المتحدة                             | 2 مارس 1992            | 20 سبتمبر 1960      |
|             | مؤسسة التمويل الدولية                     | 30 سبتمبر 1993         | 7 يناير 1980        |
|             | يونسكو                                    | 26 أكتوبر 1993         | 10 نوفمبر 1960      |
|             | مؤسسة التنمية الدولية                     | 24 سبتمبر 1992         | 24 أبريل 1963       |
|             | البنك الدولي للإنشاء والتعمير             | 21 سبتمبر 1992         | 24 أبريل 1963       |
|             | المركز الدولي لتسوية المنازعات الاستشارية | 25 أغسطس 1995          | 14 ديسمبر 1966      |
|             | الاتحاد البريدي العالمي                   | ?                      | ?                   |
|             | الاتحاد الدولي للاتصالات                  | 10 يوليو 1992          | 14 نوفمبر 1960      |

## وصلات خارجية
- موقع وزارة الخارجية الأوزبكستانية